# Dějiny Šternberka

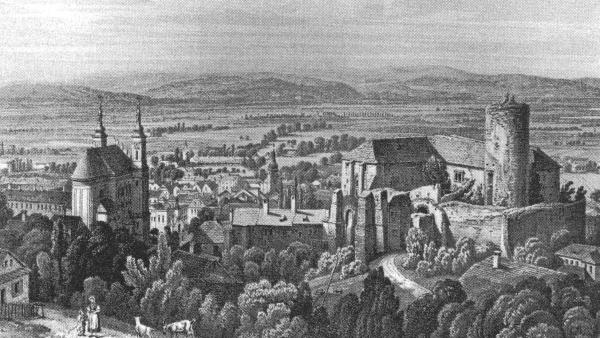
Šternberk roku 1850

Dějiny města Šternberka začínají koncem 13. století a předchází mu vznik stejnojmenného hradu, jehož majitelům Šternberk jako poddanské město patřil. Zakladateli byli Šternberkové a posledními majiteli šternberského panství se stali Lichtenštejnové. Město výrazně zasáhla třicetiletá válka, po níž se Šternberk také poněmčil, ale díky průmyslovému rozvoji v 19. století se stal opět významným regionálním centrem. Ovšem po roce 1945 byli původní obyvatelé vysídleni a v roce 1960 zanikl šternberský okres.

## Středověké dějiny města

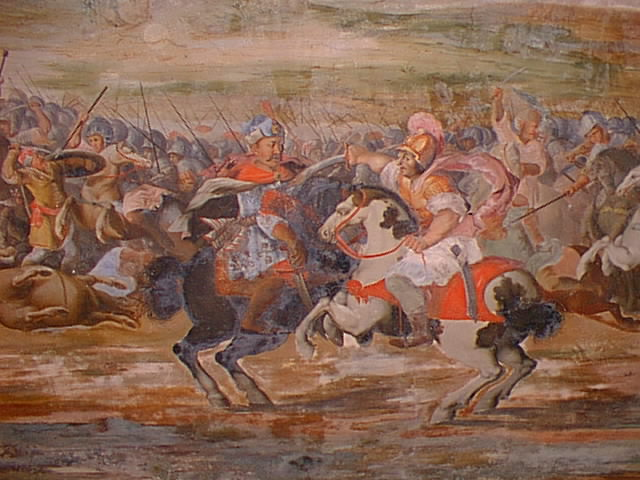
Jaroslav ze Šternberka vítězí nad Tatary v roce 1241 – obraz na Zelené Hoře

Na počátku dějin města Šternberka stojí pověst o udatném rytíři Jaroslavovi ze Šternberka. Ten měl dle jejího vyprávění v roce 1241 nedaleko Olomouce na hlavu porazit Moravu ohrožující tatarské vojsko. Jako odměnu za slavné a důležité vítězství měl pak získat od krále Václava I. území severně od Olomouce, kde si vystavěl hrad pojmenovaný svým jménem. Tato pověst se poprvé objevila v první polovině 16. století ve známé kronice Václava Hájka z Libočan. Záhy získala na velké oblibě a byla přejímána dalšími soudobými spisovateli. V kapli Božího Těla v Olomouci ji jako fresku vymaloval např. slavný severomoravský barokní malíř Jan Kryštof Handke. Asi nejslavnějšího zpracování dosáhla ve známém rukopisu Královédvorském v básni „Jaroslav“, která jí zajistila další velkou vlnu popularity do doby, než došlo k definitivnímu odmítnutí pravosti Rukopisů. Ačkoliv pověst sama o sobě s největší pravděpodobností ve své podobě pravdivá není, její obsah stojí na reálném základě událostí pouze o několik let mladších. Souvisí se sňatkem Přemysla Otakara II. s Markétou Babenberskou v roce 1252 v Hainburgu.
Přemysl Otakar tímto získal rakouské vévodství, významné geopolitické území, nicméně se zároveň dostal do střetnutí s uherským králem Bélou IV., jenž se nechtěl svých nároků na babenberské dědictví vzdát. Nakonec proti Přemyslu Otakarovi v roce 1253 vytáhl s armádou za pomoci svých spojenců uherských Kumánů. Těm se podařilo proniknout až na sever Moravy k Olomouci, kde vydatně pustošili okolí. Obranou Olomouce byl pověřen Otakarův český dvořan Zdeslav ze Šternberka, který nakonec donutil kumánské vojsko odtáhnout zpět do Uher. Za tento čin pak obdržel od krále území, kde založil hrad pojmenovaný svým jménem.
K samotnému založení pak došlo někdy v rozmezí let 1253 až 1269, kdy se hrad Šternberk poprvé objevuje v písemných pramenech, a to v listině vydané Přemyslem Otakarem II., která rozhoduje spor mezi klášterem Hradisko s Albrechtem a dalšími syny Zdeslava ze Šternberka o lesy a pozemky náležející k Domašovu. V této listině je však zmíněn výslovně pouze hrad a nikoliv město, ačkoliv lze samozřejmě předpokládat, že osídlení v okolí hradu v té době bezpečně existovalo. Samotné město Šternberk se připomíná o něco později, konkrétně v listině z října 1296. Společně s územím pak připadlo k hradu i zboží v podobě několika vesnic, které tvořilo pomyslný klín v území majetku olomouckého kláštera Hradisko.
Po Zdeslavově smrti získali majetek jeho synové, později se jej ujal sám nejstarší z nich Albrecht, jeden z předních moravských úředníků. V roce 1286 je v pramenech zmiňován jako olomoucký purkrabí, později v roce 1296 jako komorník práva a soudu olomouckého. Ten také započal s rozsáhlou kolonizací získaného území. Samotné obyvatelstvo pro osídlování Šternberka získával patrně z nedaleké Olomouce, ke které měl přirozeně velmi blízké vazby. Kolonizace venkova pak byla řízena z blízkých českých vesnic v okolí. Přesto záhy poté se však Šternberk stává národnostně smíšeným městem a výraznou část českého obyvatelstva (zejména nejvýznamnějšího měšťanstva) si udržel až do třicetileté války, kdy většina českého obyvatelstva vlivem válečných událostí zanikla a město se stalo téměř čistě německým.
Zásadní vliv na další rozvoj města a celého panství měla již ve 13. století významná obchodní cesta vedoucí z Olomouce na sever a na území Šternberka dělící se do dvou směrů, na severozápad do královského města Uničova a druhá na severovýchod přes pohoří Nízkého Jeseníku dál do Slezska.
V té době se stal Šternberk již pevným a stálým sídlem šternberského rodu a zažíval další rozvoj. Ten vyvrcholil za Albrechta II., patrně nejvýznamnějšího představitele celé dynastie, který obehnal město hradbami a obyvatelům udělil mnohá práva, zejména možnost svobodného dědictví majetku měšťanů. Tím Šternberk získal významné atributy města. Předtím zde byl ještě v roce 1339 zřízen špitál, v roce 1364 získalo město právo odúmrti a výše uvedené hradby byly zbudovány k roku 1376. V roce 1371 zde Albrecht založil klášter řeholních kanovníků řádu sv. Augustina společně s kostelem Zvěstování Panny Marie. Tato instituce se již od svého počátku těšila přízni papežské kurie. Řeholníci dostali do své správy i šternberskou faru, která byla přenesena od již neexistujícího kostela svatého Jiří. Ten stával v místech pozdějšího městského vězení v oblasti nynější Panské ulice. Ačkoliv klášter dodával městu prestiž a jistou kulturní a ekonomickou úroveň, přesto se zároveň později, zejména v ekonomických otázkách, vůči samotnému městu vymezoval a představoval pro něj ne vždy vítanou konkurenci.

## Město za majitelů pánů z Kravař a v době husitství

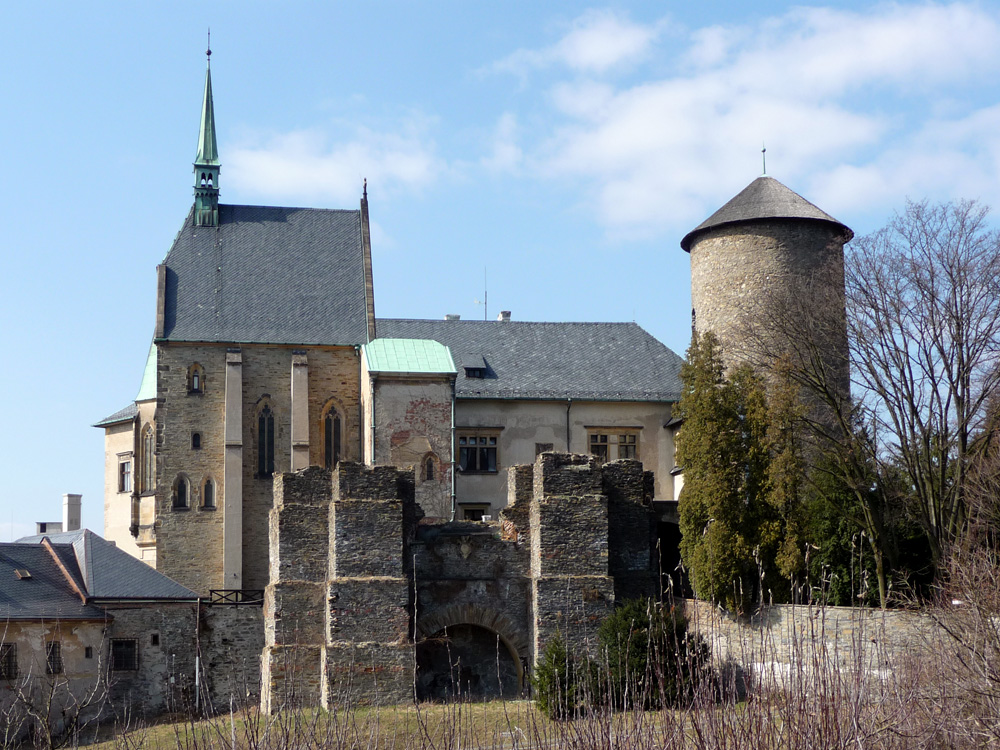
Hrad Šternberk

V roce 1397 došlo k vymření moravské větve Šternberků a město společně s panstvím přešlo do majetkové držby pánů z Kravař. Ti pokračovali v dalším rozvoji celého dominia a v udělování privilegií. Obzvlášť významný pro Šternberk byl rok 1409, kdy získal listinou Petra z Kravař olomoucké městské právo a společně s ním také právo mílové. Tím Šternberk získal výraznou soudní a správní autonomii. Za pánů z Kravař se město stalo centrem husitství.
V roce 1415 odtud odešel protestní list proti upálení mistra Jana Husa adresovaný koncilu v Kostnici. V roce 1430 však došlo k dobytí města a hradu husitskými vojsky. Ta pak na hradě sídlila do roku 1432. V této době se město téměř celé počeštilo. V roce 1466 zemřel poslední mužský potomek pánů z Kravař Jiří z Kravař a Strážnice. Majetek rodu se pak rozdělil mezi pozůstalé dcery, přičemž panství šternberské získala nejstarší z nich Ludmila z Kravař, záhy poté provdána za Albrechta Kostku z Postupic, osobního přítele krále Jiřího z Poděbrad. Ten na šternberském hradě pobýval v roce 1469, když se připravoval na jednání se svým rivalem Matyášem Korvínem.

## Město za majitelů Berků z Dubé a Lipé a knížat z Münsterberka
Po smrti Albrechta z Postupic se vdova Ludmila v roce 1480 opět vdala a jako věno přinesla panství svému novému manželovi Janu Berkovi z Dubé a Lipé. Na jejich syna Václava Berku přešlo panství roku 1502. Ten kolem roku 1515 nechal zhotovit nejstarší, dodnes dochovaný, urbář celého panství. Panování rodu Berků je spojeno s dalším hospodářským a územním rozmachem celého dominia. Na konci 15. století začaly vznikat ve městě cechy a v průběhu století následujícího získaly četná privilegia. Krom řemesel také měšťané hospodařili na zemědělské půdě, kterou měli k dispozici. Součástí práv měšťanů bylo též vaření piva a právo šenku společně s vínem. Toho jsou svědky nejstarší urbáře, které platby z šenku piva a vína zaznamenávají. Z roku 1492 se objevují zprávy o židech, kteří tvořili rovněž důležitý hospodářský prvek, zejména co se týkalo znalostí různých měn a jejich vzájemného směňování. Jejich povinnosti vůči vrchnosti jsou rovněž obsaženy v nejstarších urbářích. Židovská obec nadále rostla a svého vrcholu nakonec dosáhla v 70. letech 16. století. V roce 1538 město i s hradem zpustošil ničivý požár, který si vyžádal opětovné postavení mnoha domů. Hrad byl opraven v již renesančním slohu a jeho podoba je takto patrná dodnes. Po Václavu Berkovi pak držbu rodového majetku převzal syn Ladislav, který roku 1522 potvrdil Šternberku jeho privilegia a dále v roce 1544 jako poslední z rodu Berků z Dubé a Lipé jeho syn Jan Václav, který přidal právo prodeje soli.
Po jeho smrti získala panství jediná dcera Kateřina, která ho v roce 1572 připsala svému manželovi Karlovi, vévodovi z Münsterberka. Tím zároveň skončily poměrně rozsáhlé náboženské svobody, které Karel jako horlivý luterán dále netoleroval. Jeho snahou bylo zavést na celém panství jednotnou protestantskou víru. K tomu si pomohl vydáním prvního náboženského řádu v roce 1591 a druhého v roce 1614. Ještě předtím však došlo v roce 1577 k vyhnání všech židů z panství. Ti se pak usídlili na několika místech na Moravě, nejvíce jich zůstalo v Úsově, Kojetíně a Kroměříži. Roku 1592 byli z města nuceni odejít také příslušníci Jednoty bratrské. V tomtéž roce byl pro místní stále sílící protestanty v podhradí postaven nový kostel Nejsvětější trojice. Součástí byla pak i evangelická škola založená také z Karlova podnětu a která později získala v kruzích moravské protestantské šlechty velké renomé. Při samotném kostele pak navíc sídlil evangelický pastor, pod jehož pravomoci spadala celá evangelická církev na území panství. Stále sílící evangelizace vyvolávala odpor jak v samotné Olomouci, ze které se velmi často ozývala z úst tamního biskupa kritika, tak i ve šternberském augustiniánském klášteře, jehož probošt také dost často velmi výrazně protestoval. K tomu se o něco později navíc přidaly spory hospodářského charakteru a vztahy mezi klášterem a šternberskou vrchností byly velmi vypjaté. Napětí pak vyvrcholilo v roce 1619 dva roky po Karlově smrti. Tehdy získali panství jako dědictví jeho synové Jindřich Václav a Karel Bedřich.

## Třicetiletá válka

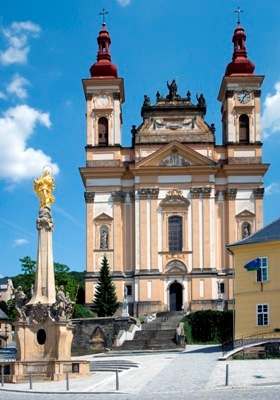
Kostel Zvěstování Panny Marie s mariánským morovým sloupem

Ačkoliv se nejprve oba majitelé, jež pobývali převážně na svých panstvích ve Slezsku, přes své protestantské vyznání stavěli k událostem o rok dřívější pražské defenestrace a následnému odporu proti Habsburkům zdrženlivě, přesto po čase pod vlivem událostí začali připravovat město na možné střety s císařskými vojsky. V souvislosti s dalším vyhrocením vztahů mezi protestanty a katolíky se na odpor proti tomuto počínání postavil klášter. Následně poté byl ze strany města vyrabován a peníze společně s proviantem a dalším majetkem byly použity na podporu stále sílícího povstání. Řeholníci společně s převorem pak byli z kláštera vyhnáni a klášterní statky připadly do správy šternberské vrchnosti. Nadále pak pokračovaly přípravy na podporu stavovského odboje a případného střetu s císařskou armádou. 15. února roku 1620 navštívil Šternberk na své cestě do Vratislavi Fridrich Falcký, jenž předtím přijal v Olomouci hold moravských stavů. Zároveň přijal přísahu věrnosti od šternberských měšťanů i münsterberských knížat.
Následující třicetiletá válka byla pro Šternberk kvůli jeho významné poloze na cestě ze Slezska do Olomouce ve znamení velmi častých přesunů a ubytování vojska, které město a zejména přilehlé okolí vyčerpávaly téměř nepředstavitelným způsobem. Již ke konci roku 1620 přišla do Šternberka stavovská vojenská posádka, která získala ve městě ubytování na devět týdnů. Již u těchto vojáků se projevilo násilí, když stavům došly prostředky na výplatu žoldů a oddíl se stal postrachem okolí, když začal s násilným vymáháním proviantu, zejména v bohatých vsích v rovině Hané. V lednu následujícího roku císařská vojska dobyla Moravu, ale přímý ozbrojený konflikt se Šternberku vyhnul. Stavovská posádka ve Šternberku zůstala do února, poté ji vystřídal již císařský Šlikův pluk pod vedením kapitána Hanse Sigmunda Leusserta. Tento pluk tábořil ve městě více než rok, což působilo obrovské problémy městské pokladně, takže Šternberk byl nucen půjčovat si na pobyt vojska v obcích v okolí. Samotný hrabě Jindřich Šlik pak ve městě nocoval na jaře 1621. V tomtéž roce se nedaleko slezské Nisy uspořádaly a posílily oddíly odbojných českých a moravských stavů pod vedením krnovského vévody Jana Jiřího a vtrhly zpět na Moravu. Vojenská skupina pod vedením Ladislava Velena ze Žerotína na Štědrý den napadla Šternberk a celý jej vyplenila. Sídlící císařské posádce se podařilo udržet nedobytý pouze šternberský hrad.
V roce 1622 došlo k uklidnění poměrů na Moravě a k trestání odbojných stavů. Ačkoliv Münsterberkové, jak již bylo řečeno výše, patřili k horlivým luteránům a na počátku konfliktu stáli na straně proti císaři, přesto se jich následné trestání a konfiskace majetku nedotkly, neboť našli přímluvu u saského kurfiřta Jana Jiřího. Pouze se museli smířit s pobytem císařské posádky ve městě a zejména umožnit návrat vyhnaným řeholníkům z kláštera společně s finanční kompenzací všech ztrát. V roce 1623 se ve Šternberku usadil císařský komisař, který posílal posly do okolních měst a udržoval spojení s císařským dvorem. Strategický význam města tímto velmi vzrostl. V roce 1624 pak do města přitáhly navíc polské oddíly, které pomáhali císařské armádě potlačit povstání odbojných Valachů. Jejich pobyt ve městě byl ze všech dosud zde tábořících armád co do způsobených škod patrně nejhorší. Tyto oddíly rabovaly a plenily město a okolí tak hrozným způsobem, že se dokonce dostaly do ozbrojeného konfliktu se samotnou císařskou posádkou valdštejnského pluku pod vedením obrista Wittenhorstema. V tomto roce byl do Šternberka zároveň dosazen katolický učitelský sbor a byla započata protireformace. Nekatoličtí kněží a učitelé byli na příkaz kardinála Dietrichsteina vypovězeni ze země. Zároveň došlo k postupné národnostní výměně obyvatelstva, kdy česky mluvící měšťané, zejména z nejvyšších vrstev, byli stále více vytlačováni těmi německými. To se dělo nadále v průběhu celého sedmnáctého století, kdy se Šternberk a spousta obcí celého panství, zejména v prostoru na sever až východ od města, zcela poněmčily.
Za takzvané Dánské války, kdy se opět sešikovali protihabsburští povstalci společně s cizí protestantskou šlechtou byl Šternberk v lednu roku 1627 opět dobyt, a to vojskem táhnoucím ze Slezska, jež předtím dobylo Krnov a Opavu. Císařská posádka odešla do Lipníka nad Bečvou a Šternberk se stal významným strategickým místem protestantského vojska. Událo ze zde zároveň setkání významných velitelů protestantských vojsk dánského vojenského velitele Mitzlaffa a dvěma vůdci moravského povstaleckého vojska Ladislavem Velenem ze Žerotína a bývalým majitelem sovineckého panství Janem starším Kobylkou z Kobylího. Měšťané sice museli jako vždy vojsko finančně i naturálně vydržovat, přesto vojenský pobyt město nevyčerpával natolik jako pobyty předešlé. Velitel dánského vojska udržoval pořádek a došlo zároveň k obnovení protestantských bohoslužeb, takže celkový pobyt armády brali měšťané spíše jako osvobození. Následná protiakce se však na sebe nedala dlouho čekat a posílené císařské vojsko se vypravilo zpět ke Šternberku. Ačkoliv jeho přesila byla víc než zřejmá, dal velitel Dánů na naléhání měšťanů a postavil se na odpor. Ten však neměl dlouhého trvání. Město bylo dobyto nazpět císařskou armádou a velmi těžce poničeno boji a četnými požáry.

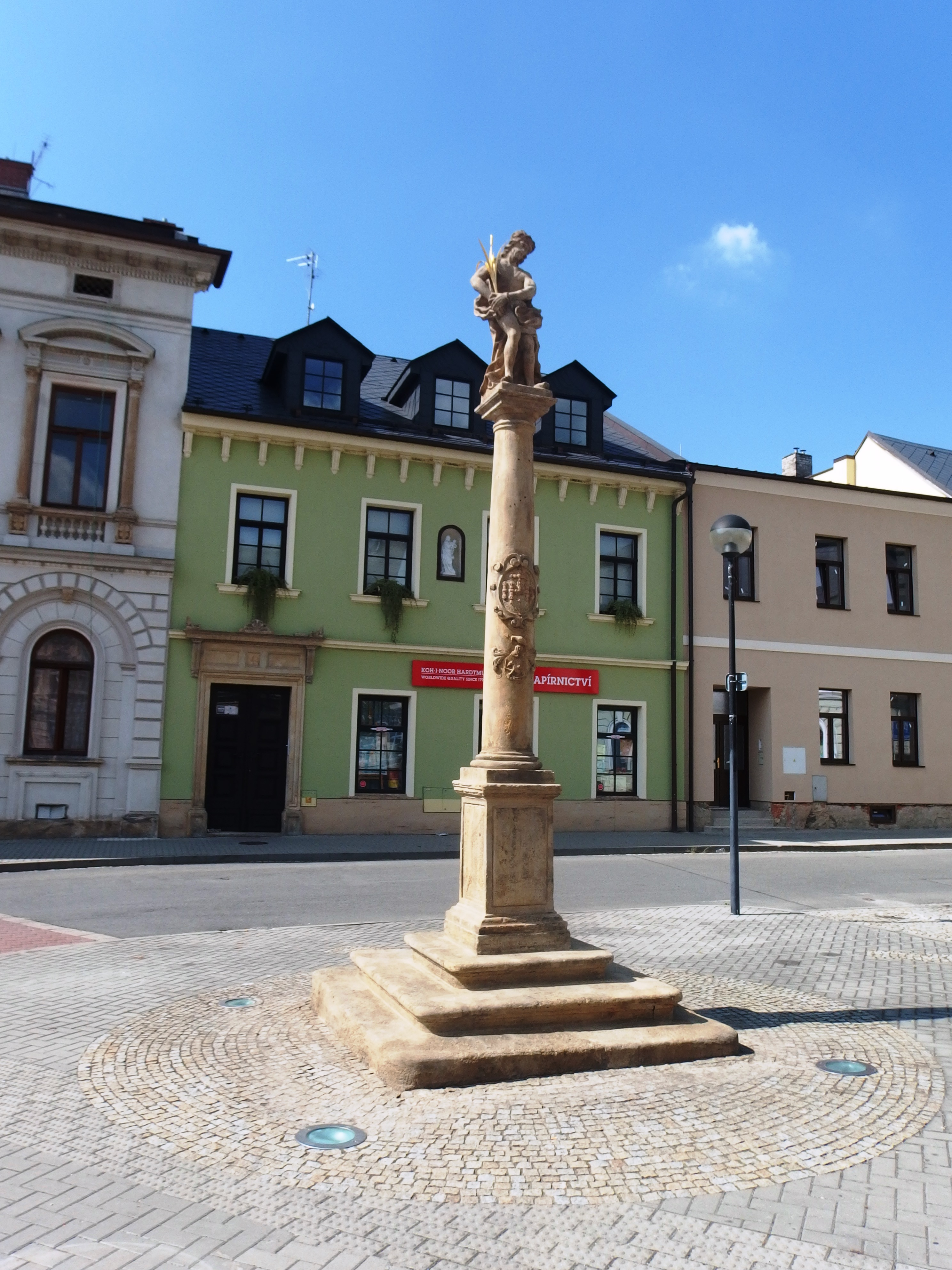
Sloup se sochou „Ecce homo“

Následné období bylo pro šternberské opět ve znamení útlaku a dalších nesnadných odvodů tábořícímu i procházejícímu vojsku. K tomu navíc v letech 1633–1634 začal ve městě řádit mor. V květnu roku 1633 byl ve městě ubytován španělský král Filip IV. společně s Albrechtem z Valdštejna. I přes hospodářské útrapy došlo k obnově domů, fortifikace a jiných společných nemovitostí. Byly nově obydlovány zničené domy, jejichž majitelé buď zahynuli nebo je nemohli sami spravovat. Po vydání Obnoveného zřízení zemského Ferdianndem II. v roce 1628 byla zemská šlechta nucena přijmout katolictví nebo se vystěhovat ze země. Šternberk, jenž byl ve vlastnictví šlechty slezské, na kterou se toto nařízení nevztahovalo, se sice ke katolictví přihlásil, nicméně je nabíledni, že se tak nestalo o svobodné vůli, nýbrž pouze na oko a vnitřní náboženský život probíhal víceméně stále v rámci protestantské víry.
Zatímco následné období bylo relativně klidné, co se vojenských akcí v okolí Šternberka týče, pak v roce 1642 v souvislosti se švédským vpádem na Moravu byl Šternberk opět vystaven pohromě a zkáze. Po vyhrané bitvě u Svídnice na jaře roku 1642 postupovala švédská armáda směrem na Moravu, resp. chystala se dobýt Olomouc. Ve směru jejího postupu od Bruntálu a Dvorců jí stál v cestě Šternberk. V tom se zatím císařská posádka připravovala na ozbrojený konflikt. Mezi Lhotou, tehdy ještě samostatnou vsí, dnes již součástí samotného města, a Štarnovem vybudovala obrovský obranný val zvaný Na švédských šancích. Osmého srpna dosáhla švédská armáda Šternberka a v prostoru mezi ním a Štarnovem porazila císařské vedené plukovníkem Riebeckem. Snad se na chvíli ve Šternberku zastavili, nicméně záhy jej opustili a táhli směrem na Olomouc, kterou následně dobyli a jež se společně s Uničovem stala hlavním opěrným bodem Švédů na Moravě. Později se k těmto dvěma městům přidal v říjnu roku 1643 dobytý hrad Sovinec. V tomtéž roce se Švédové mezitím bojující s císařskými po celém Olomoucku dostali nakonec i do Šternberka, kde především vyplenili klášter.
V roce 1644 Švédové z neznámých příčin město opustili a zanedlouho po nich přišli opět císařští vojáci. Velitelem města se stal obrichtsvachmistr Fleming. Jeho pobyt znamenal pro město asi nejhorší katastrofu ze všech předešlých. Šternberk musel jeho posádce i jemu samotnému platit opět vysoké a těžko snesitelné kontribuce, které po hospodářských a válečných pohromách sužujících město nebylo téměř kde brát. Když na šternberském hradě dlel generál hrabě Burian Ladislav Valdštejn, byla za ním měšťany vypravena delegace s žádostí o stažení císařských posádek z důvodu neschopnosti města vojsko nadále živit. O vyslyšení či nevyslyšení této prosby však není nic známo.
Po porážce habsburských vojsk u Jankova v roce 1645 opustila císařská vojska Moravu a do Šternberka se opět nastěhovala švédská armáda. Hlavním ležením Švédů byla stále Olomouc, do které museli šternberští měšťané odvádět kontribuci a zásoby potravin. Do podepsání vestfálského míru zažíval Šternberk poměrně klidné období, zatížené sice neustálým živením vojska a dalšími problémy, které posádka městu přinášela, přesto však bylo město ušetřeno dalších přímých vojenských akcí. Definitivně odešli Švédové až v červnu roku 1650, kdy se postupně stáhli z celé Moravy po vyplacení válečné náhrady 200 000 zlatých. Nedlouho poté město obsadilo císařské vojsko mobilizované tureckým nebezpečím. Zároveň na celém panství došlo k postupné rekatolizaci obyvatel a zejména obrovské vlně migrace směrem od severovýchodu, kdy se z horských oblastí a Slezska stěhovalo mohutně obyvatelstvo do úrodnějších částí panství na usedlosti zničené dlouholetými válečnými konflikty. Proměnilo se tím zároveň národnostní složení obyvatel a z čistě českých vsí se postupem doby staly vesnice s převahou německého obyvatelstva. Tato demografická obměna vyvrcholila až ve druhé polovině sedmnáctého století a dochované konsignace poddaného obyvatelstva z let 1694 a 1695 pak jednoznačně podávají již zcela opačný obraz národnostních poměrů ve většině vsí a městeček, které byly ještě na počátku století s obyvatelstvem jazykově českým.

## Město za majitelů pánů z Liechtensteinu

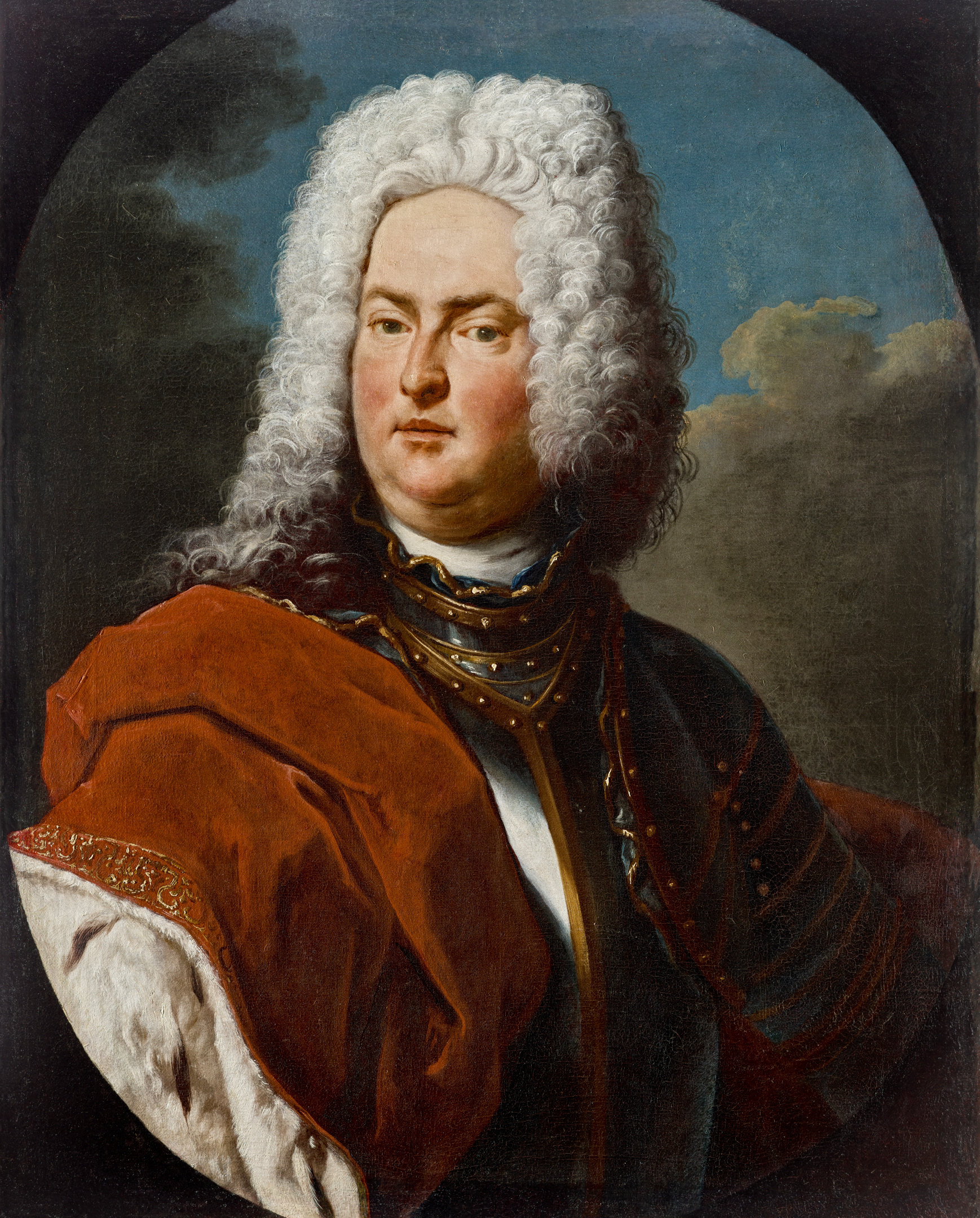
Jan Adam I. z Lichtenštejna, který panství Šternberk koupil v roce 1695

Po zakoupení šternberského a pňovického dílu knížaty z Liechtensteinu v roce 1695 a karloveckého dílu v roce 1699 začalo na panství období postupného hospodářského rozmachu, jenž nabíral na intenzitě po celé osmnácté století a svého vrcholu dosáhl na jeho konci. V této době se začalo na Šternbersku rozšiřovat a rozmáhat tkalcovství, kterému se díky příhodným klimatickým podmínkám pro růst lnu na celém území pohoří Nízkého Jeseníku nebývale dařilo. Vesnice a města odkázaná pouze na obdělávání nevýnosné horské půdy se najednou staly důležitými prvky pomalu nastupující výroby a průmyslu. Také zde, stejně jako na jiných panstvích v horském prostoru severní Moravy, nejblíže na panství sovineckém a janovickém, došlo k rozvoji domácí tkalcovské výroby, která vyvrcholila ve Šternberku v roce 1790, kdy byla založena první tovární tkalcovna Norberta Langera.
Za probíhajících josefínských reforem došlo ke zrušení augustiniánského kláštera. Tím se Šternberk zbavil výrazného kulturního a duchovního prvku, se kterým byl nerozlučně spjat, tu s většími či menšími obtížemi, po mnoho staletí. Naopak Josefovo větší a pevnější budování průmyslu se navíc ve Šternberku odrazilo v udělení jeho privilegií pro pořádání výročních a pravidelných trhů, která město získalo v letech 1782 a 1788. V roce 1789 postihla město ničivá povodeň. Poničena byla šternberská předměstí a podemleto mnoho domů uvnitř města. Tato pohroma si navíc vyžádala životy několika desítek lidí.

## Od napoleonských válek do moderní doby
V nadcházející době napoleonských válek se Šternberk kvůli své strategicky významné poloze nedaleko Olomouce a zejména na důležité cestě do Slezska stal opět, stejně jako v dobách třicetileté války, důležitým místem přesunů a táboření armád. Jako první protáhla městem v prosinci 1798 část ruské armády generála Kutuzova následovaná v létě příštího roku ruským sborem generála Rimského-Korsakova a jeho spojenců z řad francouzských emigrantů pod velením prince de Condé. Těsně po nich se objevil ve Šternberku císařský pluk arcivévody Karla. V prosinci roku 1800 byla ve Šternberku zřízena zemská legie, jež však neměla dlouhého trvání a byla záhy po svém ustavení rozpuštěna. V roce 1805 prošel městem konvoj asi 30 000 vojáků a těsně před bitvou u Slavkova se přímo ve městě setkali ruský car Alexandr I. společně s rakouským císařem Františkem I. Po prohrané slavkovské bitvě procházelo Šternberkem nazpět mnoho zesláblých a nemohoucích vojáků. Ti také do města zavlekli epidemii tyfu[nepřesný odkaz], které podlehlo ve městě a nejbližším okolí na 2 400 osob. V roce 1809 došlo k veliké povodni na říčce Sitce, která podél svého toku způsobila poměrně velké hospodářské škody.

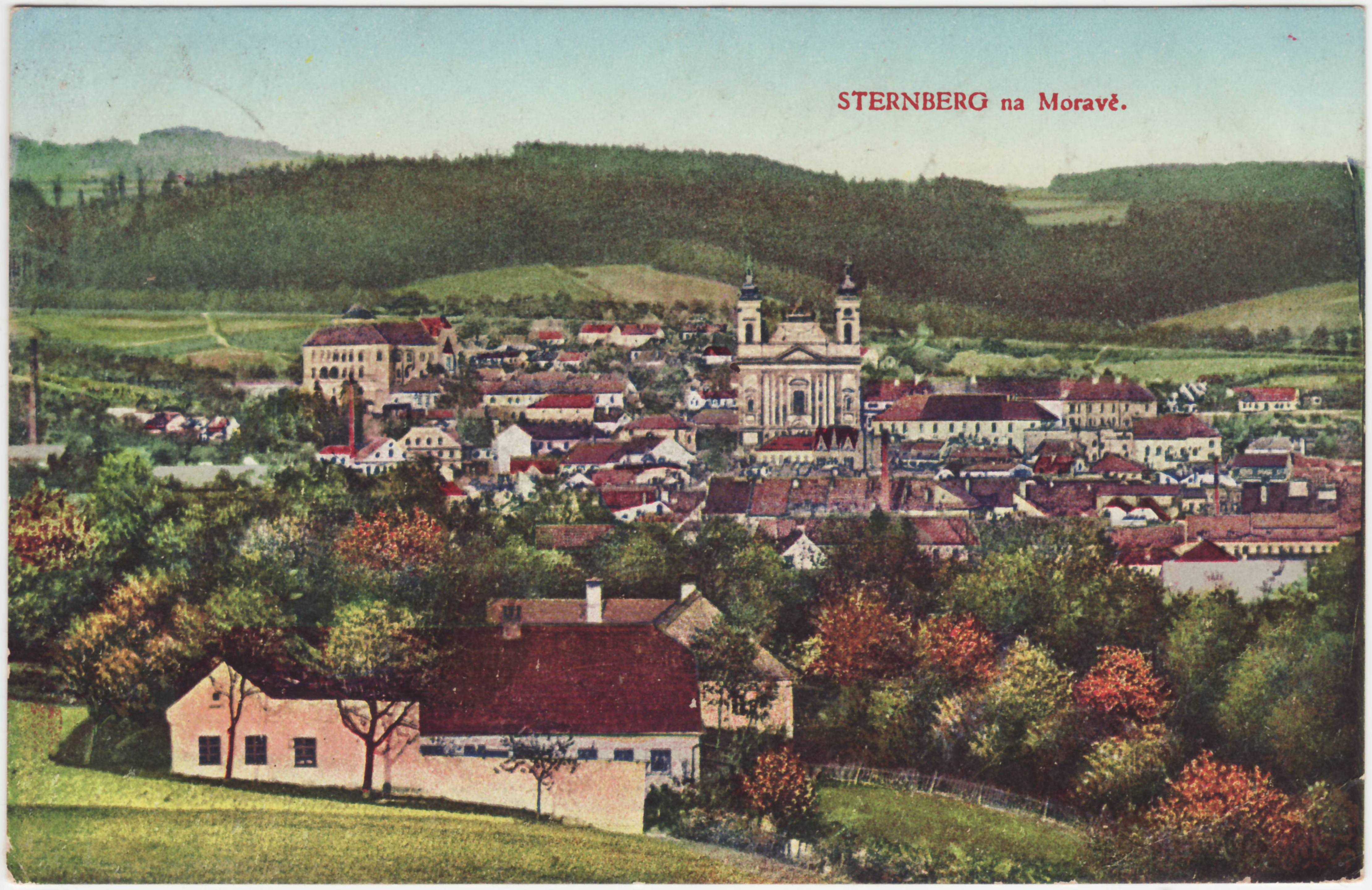
Pohlednice z 20. let 20. století

Následné období devatenáctého století pak znamenalo pro Šternberk postupně rostoucí hospodářskou úroveň. V roce 1850 se stal centrem politického okresu a sídlil zde i okresní soud. Stále více se rozvíjelo tkalcovství a plátenictví a postupně vznikaly k nim přidružené podniky. Mimo textilní průmysl zde existoval ještě poměrně důležitý obor a tím bylo hornictví. V samotném Šternberku se nacházelo pět dolů, spousta dalších pak byla rozeseta po okolí v Babicích, Krakořících, Mladějovicích, Hlásnici, Chabičově, Lipině či Horní Loděnici. V roce 1872 ve městě vznikla také státní tabáková továrna. Ekonomický význam Šternberka byl potvrzen založením samostatného živnostenského soudu v roce 1905.
Po první světové válce, která průmyslové město hospodářsky velmi těžce zasáhla, a po vzniku československého státu vyvrcholilo česko-německé národnostní napětí a Šternberk se stal jedním z hlavních bodů útočného německého nacionalismu. Došlo k mnoha konfliktům, které si nakonec vyžádaly zásah československé armády, která situaci ve městě zvládla uklidnit až v prosinci roku 1918, nicméně silné protičeskoslovenské nálady byly ve Šternberku přítomny po celou dobu trvání tzv. první republiky, často znásobené hospodářskými problémy, které přicházely a vyvrcholily v podobě celosvětové ekonomické krize. V roce 1934 byla ve Šternberku založena první organizace Henleinovy Sudetendeutsche Heimatfront, z níž následně vzešla Sudetoněmecká strana (SdP). Po Mnichovské konferenci došlo k odstoupení pohraničních území a jejich začlenění k území Třetí říše, což postihlo i Šternberk a výraznou část území bývalého panství. Po porážce nacistického Německa došlo v letech 1946–1946 k násilnému vystěhování občanů německé národnosti a dosídlení českými občany. V roce 1960 při reformě státní správy přestal být Šternberk sídlem okresu a byl začleněn do rozšířeného okresu Olomouc, od roku 2003 je však obcí s rozšířenou působností.